# Cloreto de níquel(II)
Cloreto de níquel (II) (ou apenas cloreto de níquel), é o composto químico {\displaystyle {\ce {NiCl2}}}. O sal anidro é amarelo, mas o mais familiar hidrato {\displaystyle {\ce {NiCl2 . 6H2O}}} é verde. Um dihidrato é também conhecido. Em geral cloreto de níquel (II), em várias formas, é a mais importante fonte de níquel para sínteses químicas. Sais de níquel são carcinogênicos.

## Reações

### Complexos
O níquel (II) forma um grande número de compostos com aminas. O níquel estabiliza-se melhor com as aminas que com a água, por isso ocorre à formação do cloreto de hexaaminoniquel:   
{\displaystyle {\ce {NiCl2}}} {\displaystyle {\ce {.}}} {\displaystyle {\ce {6H2O_{(}s)}}}{\displaystyle {\ce {+}}} {\displaystyle {\ce {6NH3_{(}aq)->}}}{\displaystyle {\ce {[Ni(NH3)6]Cl2_{(aq)}}}} {\displaystyle {\ce {+}}} {\displaystyle {\ce {6H2O_{(}l)}}}

### Precipitação
A reação do cloreto de níquel com sulfeto de amônio forma em soluções neutras um precipitado preto:
{\displaystyle {\ce {NiCl2}}} {\displaystyle {\ce {+}}} {\displaystyle {\ce {(NH4)2S -> NiS + 2NH4Cl}}}
Ocorre a precipitação do níquel em presença de hidróxido de amônio. A reação do cloreto de níquel com o hidróxido de amônio forma um precipitado verde de sal básico de hidróxido de níquel que se dissolve com excesso de amônia:
{\displaystyle {\ce {NiCl2 + 2NH4OH -> Ni(OH)2 + 2NH4Cl}}}
{\displaystyle {\ce {Ni(OH)2 + 6NH4OH -> [Ni(NH3)4] (OH)2 + 6H2O}}}